# Clark Spencer
Clark Spencer (Seattle, 6 de abril de 1963) é um produtor e empresário estadunidense, mais conhecido pela Walt Disney Animation Studios. Venceu o Oscar de melhor filme de animação na edição de 2017 pelo trabalho na obra Zootopia.

## Filmografia
- Lilo & Stitch (2002)
- Meet the Robinsons (2007)
- Bolt (2008)
- Super Rhino (2009)
- Let It Begin (2009)
- Tangled (2010)
- Winnie the Pooh (2011)
- Wreck-It Ralph (2012)
- Zootopia (2016)
- Ralph Breaks the Internet: Wreck-It Ralph 2 (2018)
- Encanto (2021)